# ماریا ایزابل دیاز لاگو
ماریا ایزابل دیاز لاگو (انگلیسی: María Isabel Díaz Lago؛ زادهٔ ۴ ژوئیهٔ ۱۹۶۴) بازیگر اهل کوبا است.
از فیلم‌ها یا برنامه‌های تلویزیونی که وی در آن نقش داشته است می‌توان به بازگشت، سنگها و دیار اجدادی اشاره کرد.